# Composition actuelle du Collège cardinalice
Le Collège cardinalice ou Collège des cardinaux se compose de l'ensemble des cardinaux de l'Église catholique. Créés à la discrétion du pape lors de consistoires ordinaires, les cardinaux reçoivent un titre ou une diaconie qui fait d'eux des membres du clergé du diocèse de Rome. Selon le droit canon, leur rôle est, en cas de vacance du siège apostolique, d'élire leur évêque, qui porte le titre de pape, mais aussi celui de l’assister, collégialement ou individuellement.
Depuis le 8 août 2025, date de la mort du cardinal Estanislao Esteban Karlic, le Collège cardinalice compte 248 cardinaux, dont :
- 130 cardinaux électeurs ;
- 118 cardinaux non votants.

## Principales caractéristiques du Collège cardinalice

### Âge et ancienneté
- Le cardinal le plus jeune est Mykola Bytchok. Créé le 7 décembre 2024, il est âgé de 45 ans, 5 mois et 28 jours.
- Le cardinal le plus vieux est Angelo Acerbi. Créé le 7 décembre 2024, il est âgé de 99 ans, 10 mois et 18 jours.
- Le cardinal le plus ancien est Michael Michai Kitbunchu : il a été créé il y a 42 ans, 6 mois et 8 jours, le 2 février 1983.
- Le cardinal électeur le plus ancien est Vinko Puljić : il a été créé il y a 30 ans, 8 mois et 15 jours, le 26 novembre 1994.

### Droit de vote
Depuis le motu proprio Ingravescentem Aetatem, émis en 1970 par le pape Paul VI, seuls les cardinaux âgés de moins de 80 ans ont qualité d'électeurs en cas de conclave, et leur nombre ne peut pas excéder 120. Celui-ci a cependant plusieurs fois été dépassé vers la fin de leurs pontificats par Jean-Paul II (à partir de 1998) et Benoît XVI (à partir de 2010) puis systématiquement par François. 
Lors du dernier consistoire du 7 décembre 2024, le Collège cardinalice atteint le nombre record de 253 membres. Les 140 cardinaux électeurs (soit 20 de plus que la limite fixée par Paul VI) sont alors les plus nombreux depuis le 1er octobre 1975, date de la promulgation de la constitution apostolique Romano pontifici eligendo.

### Fonctions protocolaires

#### Généralités
À partir du 2 décembre 2014, date du 80e anniversaire du cardinal italien Tarcisio Bertone, il n'y a plus, pour la première fois, de cardinaux-évêques en âge de participer à un conclave. Dans ce cas la fonction de doyen, qui le préside, devrait être assurée par le cardinal-évêque patriarche maronite Bechara Boutros Rahi. C'est pourquoi le rescrit du pape François du 26 juin 2018 élève au rang de cardinal-évêque Pietro Parolin, Leonardo Sandri, Marc Ouellet et Fernando Filoni. Mais, par dérogation aux canons 350 §§ 1-2 et 352 §§ 2-3 du code de droit canonique, il ne leur est pas attribué un diocèse suburbicaire, car aucun n'est alors vacant. Le 1er mai 2020, deux cardinaux sont élevés à l'ordre de cardinal-évêque : comme Beniamino Stella reçoit le seul diocèse suburbicaire alors libre, Luis Antonio Tagle doit attendre le 24 mai 2025 pour devenir titulaire de celui attribué à Robert Francis Prévost le 6 février 2025 et laissé vacant à la suite de son élection comme pape. 

#### Titulaires
- Cardinal doyen : Giovanni Battista Re
- Cardinal vice-doyen : Leonardo Sandri
- Cardinal électeur appelé à assumer la fonction de doyen chargé de présider le conclave : Pietro Parolin
- Cardinal protoprêtre : Michael Michai Kitbunchu
- Cardinal électeur appelé à assumer la fonction de protoprêtre en cas de conclave : Vinko Puljić
- Cardinal protodiacre : Dominique Mamberti
- Camerlingue de la Sainte Église romaine : Kevin Farrell

## Liste des cardinaux (par ordre croissant d’âge)
La liste suivante présente :
- sur fond blanc, et avec la lettre E dans la première colonne, les cardinaux électeurs ;
- sur fond gris les cardinaux non votants, c'est-à-dire ceux âgés de plus de 80 ans.

La dernière colonne (O P) permet de visualiser l'ordre protocolaire. Le premier est le cardinal-évêque élu doyen du collège cardinalice (EVE 1) - EVE[1] est celui faisant fonction en cas de conclave -, suivi du vice-doyen (EVE 2), des autres cardinaux-évêques (EVE), et des cardinaux évêques patriarches des églises orientales (EVP). Ensuite on trouve le cardinal protoprêtre (PR1) - PR[1] est celui faisant fonction en cas de conclave -, et les autres cardinaux prêtres (PR). Enfin, il y a le cardinal protodiacre (D1) et les autres cardinaux diacres (D). Le camerlingue est chargé des biens temporels du Saint-Siège pendant la période dite du sede vacante (Cam).
| E          | Nom                                    | O R          | État       | Titre                                                                                     | Fonction                                                                                                | Naissance  | Consistoire | O P    |
| ---------- | -------------------------------------- | ------------ | ---------- | ----------------------------------------------------------------------------------------- | --- | ---------- | ----------- | ------ |
| E          | Mykola Bytchok                         | C.Ss.R.      |            | Cardinal-prêtre de Santa Sofia a via Boccea                                               | Évêque de l'éparchie Saints-Pierre-et-Paul de Melbourne des Ukrainiens                                  | 13/02/1980 | 07/12/2024  | PR     |
| E          | Giorgio Marengo                        | I.M.C.       |            | Cardinal-prêtre de San Giuda Taddeo Apostolo                                              | Préfet apostolique d'Oulan-Bator                                                                        | 07/06/1974 | 27/08/2022  | PR     |
| E          | Américo Alves Aguiar                   |              |            | Cardinal-prêtre de Sant'Antonio da Padova a Via Merulana                                  | Évêque de Setúbal                                                                                       | 12/12/1973 | 30/09/2023  | PR     |
| E          | George Koovakad                        |              |            | Cardinal-diacre de Sant'Antonio di Padova a Circonvallazione Appia                        | Préfet du dicastère pour le dialogue interreligieux                                                     | 11/08/1973 | 07/12/2024  | D      |
| E          | Rolandas Makrickas                     |              |            | Cardinal-diacre de Sant'Eustachio                                                         | Archiprêtre de la basilique Sainte-Marie-Majeure                                                        | 31/01/1972 | 07/12/2024  | D      |
| E          | Frank Leo                              | C.S.S.       |            | Cardinal-prêtre de Santa Maria della Salute a Primavalle                                  | Archevêque de Toronto                                                                                   | 30/06/1971 | 07/12/2024  | PR     |
| E          | Baldassare Reina                       |              |            | Cardinal-prêtre de Santa Maria Assunta e San Giuseppe a Primavalle                        | Cardinal-vicaire                                                                                        | 26/11/1970 | 07/12/2024  | PR     |
| E          | François-Xavier Bustillo               | O.F.M. Conv. |            | Cardinal-prêtre de Santa Maria Immacolata di Lourdes a Boccea                             | Évêque d’Ajaccio                                                                                        | 23/11/1968 | 30/09/2023  | PR     |
| E          | Virgilio do Carmo da Silva             | S.D.B.       |            | Cardinal-prêtre de Sant'Alberto Magno                                                     | Archevêque de Dili                                                                                      | 27/11/1967 | 27/08/2022  | PR     |
| E          | Paulo Cezar Costa                      |              |            | Cardinal-prêtre des Santi Bonifacio e Alessio                                             | Archevêque de Brasília                                                                                  | 20/07/1967 | 27/08/2022  | PR     |
| E          | Dieudonné Nzapalainga                  | C.S.Sp.      |            | Cardinal-prêtre de Sant'Andrea della Valle                                                | Archevêque de Bangui                                                                                    | 14/03/1967 | 19/11/2016  | PR     |
| E          | Roberto Repole                         |              |            | Cardinal-prêtre de Gesù Divin Maestro alla Pineta Sacchetti                               | Archevêque de Turin                                                                                     | 29/01/1967 | 07/12/2024  | PR     |
| E          | José Tolentino de Mendonça             |              |            | Cardinal-diacre des Santi Domenico e Sisto                                                | Préfet du dicastère pour la culture et l'éducation                                                      | 15/12/1965 | 05/10/2019  | D      |
| E          | Mauro Gambetti                         | O.F.M. Conv. |            | Cardinal-diacre du Santissimo Nome di Maria al Foro Traiano                               | Archiprêtre de la basilique Saint-Pierre                                                                | 27/10/1965 | 28/11/2020  | D      |
| E          | José Cobo Cano                         |              |            | Cardinal-prêtre de Santa Maria in Monserrato degli Spagnoli                               | Archevêque de Madrid                                                                                    | 20/09/1965 | 30/09/2023  | PR     |
| E          | Pierbattista Pizzaballa                | O.F.M.       | [ note 2 ] | Cardinal-prêtre de Sant'Onofrio                                                           | Patriarche latin de Jérusalem                                                                           | 21/04/1965 | 30/09/2023  | PR     |
| E          | Fabio Baggio                           | C.S.         |            | Cardinal-diacre de San Filippo Neri in Eurosia                                            | Sous-secrétaire du dicastère pour le service du développement humain intégral                           | 15/01/1965 | 07/12/2024  | D      |
| E          | Augusto Paolo Lojudice                 |              |            | Cardinal-prêtre de Santa Maria del Buon Consiglio                                         | Archevêque de Sienne-Colle di Val d'Elsa-Montalcino                                                     | 01/07/1964 | 28/11/2020  | PR     |
| E          | Grzegorz Ryś                           |              |            | Cardinal-prêtre des Santi Cirillo e Metodio                                               | Archevêque de Łódź                                                                                      | 09/02/1964 | 30/09/2023  | PR     |
| E          | Stephen Ameyu Martin Mulla             |              |            | Cardinal-prêtre de Santa Gemma Galgani                                                    | Archevêque de Djouba                                                                                    | 10/01/1964 | 30/09/2023  | PR     |
| E          | Konrad Krajewski                       |              |            | Cardinal-diacre de Santa Maria Immacolata all'Esquilino                                   | Aumônier apostolique                                                                                    | 25/11/1963 | 28/06/2018  | D      |
| E          | Dominique Mathieu                      | O.F.M. Conv. |            | Cardinal-prêtre de Santa Giovanna Antida Thouret                                          | Archevêque de Téhéran-Ispahan                                                                           | 13/06/1963 | 07/12/2024  | PR     |
| E          | Peter Ebere Okpaleke                   |              |            | Cardinal-prêtre des Santi Martiri dell'Uganda a Poggio Ameno                              | Évêque d'Ekwulobia                                                                                      | 01/03/1963 | 27/08/2022  | PR     |
| E          | Domenico Battaglia                     |              |            | Cardinal-prêtre de San Marco in Agro Laurentino                                           | Archevêque de Naples                                                                                    | 20/01/1963 | 07/12/2024  | PR     |
| E          | Víctor Manuel Fernández                |              |            | Cardinal-diacre des Santi Urbano e Lorenzo a Prima Porta                                  | Préfet du dicastère pour la Doctrine de la foi                                                          | 18/07/1962 | 30/09/2023  | D      |
| E          | Jean-Paul Vesco                        | O.P.         |            | Cardinal-prêtre du Sacro Cuore di Gesù agonizzante a Vitinia                              | Archevêque d'Alger                                                                                      | 10/03/1962 | 07/12/2024  | PR     |
| E          | Luis José Rueda Aparicio               |              |            | Cardinal-prêtre de San Luca a Via Prenestina                                              | Archevêque de Bogota                                                                                    | 03/03/1962 | 30/09/2023  | PR     |
| E          | Soane Patita Paini Mafi                |              |            | Cardinal-prêtre de Santa Paola Romana                                                     | Évêque des Tonga                                                                                        | 19/12/1961 | 14/02/2015  | PR     |
| E          | Anthony Poola                          |              |            | Cardinal-prêtre des Santi Protomartiri a Via Aurelia Antica                               | Archevêque d'Hyderabad                                                                                  | 15/11/1961 | 27/08/2022  | PR     |
| E          | Ignace Bessi Dogbo                     |              |            | Cardinal-prêtre de Santi Mario e Compagni Martiri                                         | Archevêque d'Abidjan                                                                                    | 17/08/1961 | 07/12/2024  | PR     |
| E          | Jaime Spengler                         | O.F.M.       |            | Cardinal-prêtre de San Gregorio Magno alla Magliana Nuova                                 | Archevêque de Porto Alegre                                                                              | 06/09/1960 | 07/12/2024  | PR     |
| E          | Ángel Fernández Artime                 | S.D.B.       |            | Cardinal-diacre de Santa Maria Ausiliatrice in via Tuscolana                              | Pro-préfet du dicastère pour les instituts de vie consacrée et les sociétés de vie apostolique          | 21/08/1960 | 30/09/2023  | D      |
| E          | Protase Rugambwa                       |              |            | Cardinal-prêtre de Santa Maria in Montesanto                                              | Archevêque de Tabora                                                                                    | 31/05/1960 | 30/09/2023  | PR     |
| E          | Fridolin Ambongo Besungu               | O.F.M. Cap.  |            | Cardinal-prêtre de San Gabriele Arcangelo all'Acqua Traversa                              | Archevêque de Kinshasa                                                                                  | 24/01/1960 | 05/10/2019  | PR     |
| E          | Sérgio da Rocha                        |              |            | Cardinal-prêtre de Santa Croce in via Flaminia                                            | Archevêque de São Salvador da Bahia                                                                     | 21/10/1959 | 19/11/2016  | PR     |
| E          | Stephen Chow Sau-yan                   | S.J.         |            | Cardinal-prêtre de San Giovanni Battista de La Salle                                      | Évêque de Hong Kong                                                                                     | 07/08/1959 | 30/09/2023  | PR     |
| E          | Daniel Fernando Sturla Berhouet        | S.D.B.       |            | Cardinal-prêtre de Santa Galla                                                            | Archevêque de Montevideo                                                                                | 04/07/1959 | 14/02/2015  | PR     |
| E          | Baselios Cleemis                       |              |            | Cardinal-prêtre de San Gregorio VII                                                       | Archevêque majeur de Trivandrum                                                                         | 15/06/1959 | 24/11/2012  | PR     |
| E          | Pablo Virgilio David                   |              |            | Cardinal-prêtre de la Trasfigurazione di Nostro Signore Gesù Cristo                       | Évêque de Caloocan                                                                                      | 02/03/1959 | 07/12/2024  | PR     |
| E          | Jean-Marc Aveline                      |              |            | Cardinal-prêtre de Santa Maria ai Monti                                                   | Archevêque de Marseille                                                                                 | 26/12/1958 | 27/08/2022  | PR     |
| E          | Chibly Langlois                        |              |            | Cardinal-prêtre de San Giacomo in Augusta                                                 | Évêque des Cayes                                                                                        | 29/11/1958 | 22/02/2014  | PR     |
| E          | Antoine Kambanda                       |              |            | Cardinal-prêtre de San Sisto                                                              | Archevêque de Kigali                                                                                    | 10/11/1958 | 28/11/2020  | PR     |
| E          | Ángel Sixto Rossi                      | S.J.         |            | Cardinal-prêtre de Santa Bernadette Soubirous                                             | Archevêque de Córdoba                                                                                   | 11/08/1958 | 30/09/2023  | PR     |
| E          | Jean-Claude Hollerich                  | S.J.         |            | Cardinal-prêtre de San Giovanni Crisostomo a Monte Sacro Alto                             | Archevêque de Luxembourg                                                                                | 09/08/1958 | 05/10/2019  | PR     |
| E          | Tarcisio Isao Kikuchi                  | S.V.D.       |            | Cardinal-prêtre de San Giovanni Leonardi                                                  | Archevêque de Tokyo                                                                                     | 01/11/1958 | 07/12/2024  | PR     |
| E          | Gérald Cyprien Lacroix                 | I.S.P.X      |            | Cardinal-prêtre de San Giuseppe all'Aurelio                                               | Archevêque de Québec                                                                                    | 27/07/1957 | 22/02/2014  | PR     |
| E          | William Goh                            |              |            | Cardinal-prêtre de Santa Maria "Regina Pacis" in Ostia mare                               | Archevêque de Singapour                                                                                 | 25/06/1957 | 27/08/2022  | PR     |
| E          | Luis Antonio Tagle                     |              |            | Cardinal-évêque d'Albano                                                                  | Pro-préfet du dicastère pour l'évangélisation                                                           | 21/06/1957 | 24/11/2012  | EVE    |
| E          | Fernando Chomalí                       |              |            | Cardinal-prêtre de San Mauro Abate                                                        | Archevêque de Santiago                                                                                  | 10/05/1957 | 07/12/2024  | PR     |
| E          | Mario Grech                            |              |            | Cardinal-diacre des Santi Cosma e Damiano                                                 | Secrétaire général du Synode des évêques                                                                | 20/02/1957 | 28/11/2020  | D      |
| E          | John Ribat                             | M.S.C.       |            | Cardinal-prêtre de San Giovanni Battista de' Rossi                                        | Archevêque de Port Moresby                                                                              | 09/02/1957 | 19/11/2016  | PR     |
| E          | Stephen Brislin                        |              |            | Cardinal-prêtre de Santa Maria Domenica Mazzarello                                        | Archevêque de Johannesburg                                                                              | 24/09/1956 | 30/09/2023  | PR     |
| E          | Ladislav Nemet                         | S.V.D.       |            | Cardinal-prêtre de Santa Maria Stella Maris                                               | Archevêque de Belgrade                                                                                  | 07/09/1956 | 07/12/2024  | PR     |
| E          | Rainer Woelki                          |              |            | Cardinal-prêtre de San Giovanni Maria Vianney                                             | Archevêque de Cologne                                                                                   | 18/08/1956 | 18/02/2012  | PR     |
| E          | Matteo Maria Zuppi                     |              |            | Cardinal-prêtre de Sant'Egidio                                                            | Archevêque de Bologne                                                                                   | 11/10/1955 | 05/10/2019  | PR     |
| E          | Luis Cabrera Herrera                   | O.F.M.       |            | Cardinal-prêtre de Santa Famiglia di Nazareth a Centocelle                                | Archevêque de Guayaquil                                                                                 | 11/10/1955 | 07/12/2024  | PR     |
| E          | Claudio Gugerotti                      |              |            | Cardinal-diacre des Santi Ambrogio e Carlo                                                | Préfet du dicastère pour les Églises orientales                                                         | 07/10/1955 | 30/09/2023  | D      |
| E          | Pietro Parolin                         |              |            | Cardinal-évêque des Santi Simone e Giuda Taddeo a Torre Angela                            | Secrétaire d’État                                                                                       | 17/01/1955 | 22/02/2014  | EVE[1] |
| E          | Désiré Tsarahazana                     |              |            | Cardinal-prêtre de San Gregorio Barbarigo alle Tre Fontanelle                             | Archevêque de Toamasina                                                                                 | 14/06/1954 | 28/06/2018  | PR     |
| E          | Robert McElroy                         |              |            | Cardinal-prêtre de San Frumenzio ai Prati Fiscali                                         | Archevêque de Washington                                                                                | 05/02/1954 | 27/08/2022  | PR     |
| E          | Angelo De Donatis                      |              |            | Cardinal-prêtre de San Marco                                                              | Pénitencier majeur                                                                                      | 04/01/1954 | 28/06/2018  | PR     |
| E          | Reinhard Marx                          |              |            | Cardinal-prêtre de San Corbiniano                                                         | Archevêque de Munich et Freising                                                                        | 21/09/1953 | 20/11/2010  | PR     |
| E          | Willem Jacobus Eijk                    |              |            | Cardinal-prêtre de San Callisto                                                           | Archevêque d'Utrecht                                                                                    | 22/06/1953 | 18/02/2012  | PR     |
| E          | Filipe do Rosário Ferrão               |              |            | Cardinal-prêtre de Santa Maria in Via                                                     | Archevêque de Goa et Daman                                                                              | 20/01/1953 | 27/08/2022  | PR     |
| E          | Péter Erdő                             |              |            | Cardinal-prêtre de Santa Balbina                                                          | Archevêque d'Esztergom-Budapest                                                                         | 25/06/1952 | 21/10/2003  | PR     |
| E          | Vicente Bokalic Iglic                  | C.M.         |            | Cardinal-prêtre de Santa Maria Maddalena in Campo Marzio                                  | Archevêque de Santiago del Estero                                                                       | 11/06/1952 | 07/12/2024  | PR     |
| E          | Cristóbal López Romero                 | S.D.B.       |            | Cardinal-prêtre de San Leone I                                                            | Archevêque de Rabat                                                                                     | 19/05/1952 | 05/10/2019  | PR     |
| E          | Joseph Tobin                           | C.Ss.R.      |            | Cardinal-prêtre de Santa Maria delle Grazie a Via Trionfale                               | Archevêque de Newark                                                                                    | 03/05/1952 | 19/11/2016  | PR     |
| E          | Jose Advincula                         |              |            | Cardinal-prêtre de San Vigilio                                                            | Archevêque de Manille                                                                                   | 30/03/1952 | 28/11/2020  | PR     |
| E          | Dominique Mamberti                     |              |            | Cardinal-diacre du Santo Spirito in Sassia                                                | Préfet du tribunal suprême de la Signature apostolique                                                  | 07/03/1952 | 14/02/2015  | D1     |
| E          | Lazarus You Heung-sik                  |              |            | Cardinal-diacre de Gesù Buon Pastore alla Montagnola                                      | Préfet du dicastère pour le clergé                                                                      | 17/11/1951 | 27/08/2022  | D      |
| E          | Sebastian Francis                      |              |            | Cardinal-prêtre de Santa Maria Causa Nostræ Lætitiæ                                       | Évêque de Penang                                                                                        | 11/11/1951 | 30/09/2023  | PR     |
| E          | Adalberto Martínez Flores              |              |            | Cardinal-prêtre de San Giovanni a Porta Latina                                            | Archevêque d'Asuncion                                                                                   | 08/07/1951 | 27/08/2022  | PR     |
| E          | Leonardo Ulrich Steiner                | O.F.M.       |            | Cardinal-prêtre de San Leonardo da Porto Maurizio ad Acilia                               | Archevêque de Manaus                                                                                    | 06/11/1950 | 27/08/2022  | PR     |
| E          | Philippe Barbarin                      |              |            | Cardinal-prêtre de la Santissima Trinità al Monte Pincio                                  | Archevêque émérite de Lyon                                                                              | 17/10/1950 | 21/10/2003  | PR     |
| E          | Oscar Cantoni                          |              |            | Cardinal-prêtre de Santa Maria "Regina Pacis" a Monte Verde                               | Évêque de Côme                                                                                          | 01/09/1950 | 27/08/2022  | PR     |
| E          | Ignatius Suharyo Hardjoatmodjo         |              |            | Cardinal-prêtre du Spirito Santo alla Ferratella                                          | Archevêque de Jakarta                                                                                   | 09/07/1950 | 05/10/2019  | PR     |
| E          | Orani João Tempesta                    | O. Cist.     |            | Cardinal-prêtre de Santa Maria Madre della Provvidenza a Monte Verde                      | Archevêque de Rio de Janeiro                                                                            | 23/06/1950 | 22/02/2014  | PR     |
| E          | Kurt Koch                              |              |            | Cardinal-prêtre de Nostra Signora del Sacro Cuore                                         | Président du Conseil pontifical pour la promotion de l'unité des chrétiens                              | 15/03/1950 | 20/11/2010  | PR     |
| E          | Arthur Roche                           |              |            | Cardinal-diacre de San Saba                                                               | Préfet du dicastère pour le culte divin et la discipline des sacrements                                 | 06/03/1950 | 27/08/2022  | D      |
| E          | Carlos Castillo Mattasoglio            |              |            | Cardinal-prêtre de Santa Maria delle Grazie a Casal Boccone                               | Archevêque de Lima                                                                                      | 28/02/1950 | 07/12/2024  | PR     |
| E          | Timothy Dolan                          |              |            | Cardinal-prêtre de Nostra Signora di Guadalupe a Monte Mario                              | Archevêque de New York                                                                                  | 06/02/1950 | 18/02/2012  | PR     |
| E          | Kazimierz Nycz                         |              |            | Cardinal-prêtre des Santi Silvestro e Martino ai Monti                                    | Archevêque émérite de Varsovie                                                                          | 01/02/1950 | 20/11/2010  | PR     |
| E          | Carlos Aguiar Retes                    |              |            | Cardinal-prêtre des Santi Fabiano e Venanzio a Villa Fiorelli                             | Archevêque de Mexico                                                                                    | 09/01/1950 | 19/11/2016  | PR     |
| E          | Arlindo Gomes Furtado                  |              |            | Cardinal-prêtre de San Timoteo                                                            | Évêque de Santiago du Cap-Vert                                                                          | 15/11/1949 | 14/02/2015  | PR     |
| E          | James Michael Harvey                   |              |            | Cardinal-prêtre pro hac vice de San Pio V a Villa Carpegna                                | Archiprêtre de la basilique Saint-Paul-hors-les-Murs                                                    | 20/10/1949 | 24/11/2012  | PR     |
| E          | Anders Arborelius                      | O.C.D.       |            | Cardinal-prêtre de Santa Maria degli Angeli                                               | Évêque de Stockholm                                                                                     | 24/09/1949 | 28/06/2017  | PR     |
| E          | Odilo Pedro Scherer                    |              |            | Cardinal-prêtre de Sant'Andrea al Quirinale                                               | Archevêque de São Paulo                                                                                 | 21/09/1949 | 24/11/2007  | PR     |
| E          | Francis Xavier Kriengsak Kovitvanit    |              |            | Cardinal-prêtre de Santa Maria Addolorata                                                 | Archevêque émérite de Bangkok                                                                           | 27/06/1949 | 14/02/2015  | PR     |
| E          | Daniel Nicholas DiNardo                |              |            | Cardinal-prêtre de Sant'Eusebio                                                           | Archevêque émérite de Galveston-Houston                                                                 | 23/05/1949 | 24/11/2007  | PR     |
| E          | Josip Bozanić                          |              |            | Cardinal-prêtre de San Girolamo dei Croati                                                | Archevêque émérite de Zagreb                                                                            | 20/03/1949 | 21/10/2003  | PR     |
| E          | Blase Cupich                           |              |            | Cardinal-prêtre de San Bartolomeo all'Isola                                               | Archevêque de Chicago                                                                                   | 19/03/1949 | 19/11/2016  | PR     |
| E          | Leopoldo José Brenes Solórzano         |              |            | Cardinal-prêtre de San Gioacchino ai Prati di Castello                                    | Archevêque de Managua                                                                                   | 07/03/1949 | 22/02/2014  | PR     |
| E          | Thomas Aquinas Manyo Maeda             |              |            | Cardinal-prêtre de Santa Pudenziana                                                       | Archevêque d'Osaka-Takamatsu                                                                            | 03/03/1949 | 28/06/2018  | PR     |
| E          | Francisco Robles Ortega                |              |            | Cardinal-prêtre de Santa Maria della Presentazione                                        | Archevêque de Guadalajara                                                                               | 02/03/1949 | 24/11/2007  | PR     |
| E          | Charles Maung Bo                       | S.D.B.       |            | Cardinal-prêtre de Sant'Ireneo a Centocelle                                               | Archevêque de Rangoun                                                                                   | 29/10/1948 | 14/02/2015  | PR     |
| E          | Peter Kodwo Appiah Turkson             |              |            | Cardinal-prêtre de San Liborio                                                            | Préfet émérite du dicastère pour le service du développement humain intégral                            | 11/10/1948 | 21/10/2003  | PR     |
| E          | Giuseppe Petrocchi                     |              |            | Cardinal-prêtre de San Giovanni Battista dei Fiorentini                                   | Archevêque émérite de L'Aquila                                                                          | 19/08/1948 | 28/06/2018  | PR     |
| E          | Manuel do Nascimento Clemente          |              |            | Cardinal-prêtre de Sant'Antonio in Campo Marzio                                           | Patriarche émérite de Lisbonne                                                                          | 16/07/1948 | 14/02/2015  | PR     |
| E          | Berhaneyesus Demerew Souraphiel        | C.M.         |            | Cardinal-prêtre de San Romano Martire                                                     | Archevêque d'Addis-Abeba                                                                                | 14/07/1948 | 14/02/2015  | PR     |
| E          | Juan de la Caridad García Rodríguez    |              |            | Cardinal-prêtre des Santi Aquila e Priscilla                                              | Archevêque de San Cristóbal de La Havane                                                                | 11/07/1948 | 05/10/2019  | PR     |
| E          | Louis Raphaël Ier Sako                 |              |            | Cardinal-évêque                                                                           | Patriarche de Babylone des Chaldéens                                                                    | 04/07/1948 | 28/06/2018  | EVP    |
| E          | Raymond Leo Burke                      |              |            | Cardinal-prêtre de Sant'Agata dei Goti                                                    | Patron émérite de l'Ordre souverain de Malte                                                            | 30/06/1948 | 20/11/2010  | PR     |
| [ note 3 ] | Giovanni Angelo Becciu                 |              |            | Cardinal-diacre de San Lino                                                               | Préfet émérite de la Congrégation pour les causes des Saints                                            | 02/06/1948 | 28/06/2018  | D      |
| E          | John Atcherley Dew                     |              |            | Cardinal-prêtre de Sant'Ippolito                                                          | Archevêque émérite de Wellington                                                                        | 05/05/1948 | 14/02/2015  | PR     |
| E          | Gerhard Ludwig Müller                  |              |            | Cardinal-prêtre pro-hac-vice de Sant'Agnese in Agone                                      | Préfet émérite de la Congrégation pour la doctrine de la foi                                            | 31/12/1947 | 22/02/2014  | PR     |
| E          | Marcello Semeraro                      |              |            | Cardinal-diacre de Santa Maria in Domnica                                                 | Préfet du dicastère pour les causes des Saints                                                          | 22/12/1947 | 28/11/2020  | D      |
| E          | Wilton Gregory                         |              |            | Cardinal-prêtre de l'Immacolata Concezione di Maria a Grottarossa                         | Archevêque émérite de Washington                                                                        | 07/12/1947 | 28/11/2020  | PR     |
| E          | Mario Aurelio Poli                     |              |            | Cardinal-prêtre de San Roberto Bellarmino                                                 | Archevêque émérite de Buenos Aires                                                                      | 24/11/1947 | 22/02/2014  | PR     |
| E          | Albert Malcolm Ranjith Patabendige Don |              |            | Cardinal-prêtre de San Lorenzo in Lucina                                                  | Archevêque de Colombo                                                                                   | 15/11/1947 | 20/11/2010  | PR     |
| E          | Kevin Farrell                          |              |            | Cardinal-diacre de San Giuliano Martire                                                   | Préfet du dicastère pour les laïcs, la famille et la vie Camerlingue                                    | 02/09/1947 | 19/11/2016  | D Cam  |
| E          | Álvaro Leonel Ramazzini Imeri          |              |            | Cardinal-prêtre de San Giovanni Evangelista a Spinaceto                                   | Évêque de Huehuetenango                                                                                 | 16/07/1947 | 05/10/2019  | PR     |
| E          | Jozef De Kesel                         |              |            | Cardinal-prêtre des Santi Giovanni e Paolo                                                | Archevêque émérite de Malines-Bruxelles                                                                 | 17/06/1947 | 19/11/2016  | PR     |
| E          | Antonio dos Santos Marto               |              |            | Cardinal-prêtre de Santa Maria sopra Minerva                                              | Évêque émérite de Leiria-Fátima                                                                         | 05/05/1947 | 28/06/2018  | PR     |
| E          | João Braz de Aviz                      |              |            | Cardinal-prêtre pro hac vice de Sant'Elena fuori Porta Prenestina                         | Préfet émérite du dicastère pour les instituts de vie consacrée et les sociétés de vie apostolique      | 24/04/1947 | 18/02/2012  | PR     |
| E          | Giuseppe Betori                        |              |            | Cardinal-prêtre de San Marcello                                                           | Archevêque émérite de Florence                                                                          | 25/02/1947 | 18/02/2012  | PR     |
| E          | Emil Paul Tscherrig                    |              |            | Cardinal-diacre de San Giuseppe in via Trionfale                                          | Nonce apostolique émérite en Italie et à Saint-Marin                                                    | 03/02/1947 | 30/09/2023  | D      |
| E          | Thomas Christopher Collins             |              |            | Cardinal-prêtre de San Patrizio                                                           | Archevêque émérite de Toronto                                                                           | 16/01/1947 | 18/02/2012  | PR     |
| E          | Michael Czerny                         | S.J.         |            | Cardinal-diacre de San Michele Arcangelo                                                  | Préfet du dicastère pour le service du développement humain intégral                                    | 18/07/1946 | 05/10/2019  | D      |
| E          | Francesco Montenegro                   |              |            | Cardinal-prêtre des Santi Andrea e Gregorio al Monte Celio                                | Archevêque émérite d'Agrigente                                                                          | 22/05/1946 | 14/02/2015  | PR     |
| E          | Juan José Omella                       |              |            | Cardinal-prêtre de Santa Croce in Gerusalemme                                             | Archevêque de Barcelone                                                                                 | 21/04/1946 | 28/06/2017  | PR     |
| E          | Fernando Filoni                        |              |            | Cardinal-évêque de Nostra Signora di Coromoto in San Giovanni di Dio                      | Grand-maître de l'ordre équestre du Saint-Sépulcre                                                      | 15/04/1946 | 18/02/2012  | EVE    |
| E          | Christophe Pierre                      |              |            | Cardinal-diacre de San Benedetto fuori Porta San Paolo                                    | Nonce apostolique aux États-Unis                                                                        | 30/01/1946 | 30/09/2023  | D      |
| E          | Mario Zenari                           |              |            | Cardinal-diacre de Santa Maria delle Grazie alle Fornaci fuori Porta Cavalleggeri         | Nonce apostolique en Syrie                                                                              | 05/01/1946 | 19/11/2016  | D      |
| E          | John Njue                              |              |            | Cardinal-prêtre du Preziosissimo Sangue di Nostro Signore Gesù Cristo                     | Archevêque émérite de Nairobi                                                                           | 01/01/1946 | 24/11/2007  | PR     |
| E          | Philippe Ouédraogo                     |              |            | Cardinal-prêtre de Santa Maria Consolatrice al Tiburtino                                  | Archevêque émérite de Ouagadougou                                                                       | 31/12/1945 | 22/02/2014  | PR     |
| E          | Jean-Pierre Kutwa                      |              |            | Cardinal-prêtre de Santa Emerenziana a Tor Fiorenza                                       | Archevêque émérite d'Abidjan                                                                            | 22/12/1945 | 22/02/2014  | PR     |
| E          | Vincent Nichols                        |              |            | Cardinal-prêtre du Santissimo Redentore e Sant'Alfonso in Via Merulana                    | Archevêque de Westminster                                                                               | 08/11/1945 | 22/02/2014  | PR     |
| E          | Antonio Cañizares Llovera              |              |            | Cardinal-prêtre de San Pancrazio fuori le mura                                            | Archevêque émérite de Valence                                                                           | 15/10/1945 | 24/03/2006  | PR     |
| E          | Vinko Puljić                           |              |            | Cardinal-prêtre de Santa Chiara a Vigna Clara                                             | Archevêque émérite de Sarajevo                                                                          | 08/09/1945 | 26/11/1994  | PR[1]  |
| E          | Timothy Radcliffe                      | O.P.         |            | Cardinal-diacre de Santissimi Nomi di Gesù e Maria in Via Lata                            | Maître émérite de l'ordre des Prêcheurs                                                                 | 22/08/1945 | 07/12/2024  | D      |
|            | Joseph Coutts                          |              |            | Cardinal-prêtre de San Bonaventura da Bagnoregio                                          | Archevêque émérite de Karachi                                                                           | 21/07/1945 | 28/06/2018  | PR     |
|            | Stanisław Ryłko                        |              |            | Cardinal-prêtre pro hac vice du Sacro Cuore di Cristo Re                                  | Archiprêtre émérite de la basilique Sainte-Marie-Majeure                                                | 04/07/1945 | 24/11/2007  | PR     |
|            | Robert Sarah                           |              |            | Cardinal-prêtre de San Giovanni Bosco in via Tuscolana                                    | Préfet émérite de la Congrégation pour le culte divin et la discipline des sacrements                   | 15/06/1945 | 20/11/2010  | PR     |
|            | Carlos Osoro Sierra                    |              |            | Cardinal-prêtre de Santa Maria in Trastevere                                              | Archevêque émérite de Madrid                                                                            | 16/05/1945 | 19/11/2016  | PR     |
|            | George Alencherry                      |              |            | Cardinal-prêtre de San Bernardo alle Terme                                                | Archevêque majeur émérite d'Ernakulam-Angamaly                                                          | 19/04/1945 | 18/02/2012  | PR     |
|            | Celestino Aós Braco                    | O.F.M. Cap.  |            | Cardinal-prêtre des Santi Nereo e Achilleo                                                | Archevêque émérite de Santiago du Chili                                                                 | 06/04/1945 | 28/11/2020  | PR     |
|            | Fernando Vérgez Alzaga                 | L.C.         |            | Cardinal-diacre de Santa Maria della Mercede e Sant'Adriano a Villa Albani                | Président émérite du gouvernorat de l'État de la Cité du Vatican                                        | 01/03/1945 | 27/08/2022  | D      |
|            | Christoph Schönborn                    | O.P.         |            | Cardinal-prêtre de Gesú Divin Lavoratore                                                  | Archevêque émérite de Vienne                                                                            | 22/01/1945 | 21/02/1998  | PR     |
|            | Oswald Gracias                         |              |            | Cardinal-prêtre de San Paolo della Croce a Corviale                                       | Archevêque émérite de Bombay                                                                            | 24/12/1944 | 24/11/2007  | PR     |
|            | Baltazar Porras Cardozo                |              |            | Cardinal-prêtre des Santi Giovanni Evangelista e Petronio                                 | Archevêque émérite de Caracas                                                                           | 10/10/1944 | 19/11/2016  | PR     |
|            | Jean-Pierre Ricard                     |              |            | Cardinal-prêtre de Sant'Agostino                                                          | Archevêque émérite de Bordeaux                                                                          | 25/09/1944 | 24/03/2006  | PR     |
|            | Mauro Piacenza                         |              |            | Cardinal-prêtre de San Paolo alle Tre Fontane                                             | Pénitencier majeur émérite                                                                              | 15/09/1944 | 20/11/2010  | PR     |
|            | Polycarp Pengo                         |              |            | Cardinal-prêtre de Nostra Signora de La Salette                                           | Archevêque émérite de Dar-es-Salam                                                                      | 05/08/1944 | 21/02/1998  | PR     |
|            | Sean Patrick O'Malley                  | O.F.M. Cap.  |            | Cardinal-prêtre de Santa Maria della Vittoria                                             | Archevêque émérite de Boston                                                                            | 29/06/1944 | 24/03/2006  | PR     |
|            | Marc Ouellet                           | P.S.S.       |            | Cardinal-évêque de Santa Maria in Traspontina                                             | Préfet émérite du dicastère pour les évêques                                                            | 08/06/1944 | 21/10/2003  | EVE    |
|            | Luis Ladaria Ferrer                    | S.J.         |            | Cardinal-diacre de Sant'Ignazio di Loyola a Campo Marzio                                  | Préfet émérite du dicastère pour la Doctrine de la foi                                                  | 19/04/1944 | 28/06/2018  | D      |
|            | Louis-Marie Ling Mangkhanekhoun        | I.V.Dei      |            | Cardinal-prêtre de San Silvestro in Capite                                                | Vicaire apostolique émérite de Vientiane                                                                | 08/04/1944 | 28/06/2017  | PR     |
|            | José Luis Lacunza Maestrojuán          | O.A.R.       |            | Cardinal-prêtre de San Giuseppe da Copertino                                              | Évêque émérite de David                                                                                 | 24/02/1944 | 14/02/2015  | PR     |
|            | Pedro Barreto                          | S.J.         |            | Cardinal-prêtre des Santi Pietro e Paolo a Via Ostiense                                   | Archevêque émérite de Huancayo                                                                          | 12/02/1944 | 28/06/2018  | PR     |
|            | John Onaiyekan                         |              |            | Cardinal-prêtre de San Saturnino                                                          | Archevêque émérite d'Abuja                                                                              | 29/01/1944 | 24/11/2012  | PR     |
|            | Juan Luis Cipriani Thorne              |              |            | Cardinal-prêtre de San Camillo de Lellis                                                  | Archevêque émérite de Lima                                                                              | 28/12/1943 | 21/02/2001  | PR     |
|            | Jean Zerbo                             |              |            | Cardinal-prêtre de Sant'Antonio da Padova in Via Tuscolana                                | Archevêque émérite de Bamako                                                                            | 27/12/1943 | 28/06/2017  | PR     |
|            | Andrew Yeom Soo-jung                   |              |            | Cardinal-prêtre de San Crisogono                                                          | Archevêque émérite de Séoul                                                                             | 05/12/1943 | 22/02/2014  | PR     |
|            | Leonardo Sandri                        |              |            | Cardinal-évêque des Santi Biagio e Carlo ai Catinari                                      | Préfet émérite du dicastère pour les Églises orientales Vice-doyen du Collège des cardinaux             | 18/11/1943 | 24/11/2007  | EVE 2  |
|            | Patrick D'Rozario                      | C.S.C.       |            | Cardinal-prêtre de Nostra Signora del Santissimo Sacramento e Santi Martiri Canadesi      | Archevêque émérite de Dhaka                                                                             | 01/10/1943 | 19/11/2016  | PR     |
|            | Angelo Comastri                        |              |            | Cardinal-prêtre pro hac vice de San Salvatore in Lauro                                    | Président émérite de la Fabrique de Saint-Pierre                                                        | 17/09/1943 | 24/11/2007  | PR     |
|            | Giuseppe Versaldi                      |              |            | Cardinal-prêtre pro hac vice du Sacro Cuore di Gesù a Castro Pretorio                     | Préfet émérite de la Congrégation pour l'éducation catholique                                           | 30/07/1943 | 18/02/2012  | PR     |
|            | Crescenzio Sepe                        |              |            | Cardinal-prêtre pro hac vice de Dio Padre Misericordioso                                  | Archevêque émérite de Naples                                                                            | 02/06/1943 | 21/02/2001  | PR     |
|            | Dominik Duka                           | O.P.         |            | Cardinal-prêtre des Santi Marcellino e Pietro                                             | Archevêque émérite de Prague                                                                            | 26/04/1943 | 18/02/2012  | PR     |
|            | Domenico Calcagno                      |              |            | Cardinal-prêtre pro hac vice de l'Annunciazione della Beata Vergine Maria a Via Ardeatina | Président émérite de l'Administration du patrimoine du siège apostolique                                | 03/02/1943 | 18/02/2012  | PR     |
|            | Angelo Bagnasco                        |              |            | Cardinal-prêtre de la Gran Madre di Dio                                                   | Archevêque émérite de Gênes                                                                             | 14/01/1943 | 24/11/2007  | PR     |
|            | Óscar Andrés Rodríguez Maradiaga       | S.D.B.       |            | Cardinal-prêtre de Santa Maria della Speranza                                             | Archevêque émérite de Tegucigalpa                                                                       | 29/12/1942 | 21/02/2001  | PR     |
|            | Gianfranco Ravasi                      |              |            | Cardinal-prêtre de San Giorgio in Velabro                                                 | Président émérite du Conseil pontifical de la culture                                                   | 18/10/1942 | 20/11/2010  | PR     |
|            | Giuseppe Bertello                      |              |            | Cardinal-prêtre pro hac vice des Santi Vito, Modesto e Crescenzia                         | Président émérite du Gouvernorat de l'État de la Cité du Vatican                                        | 01/10/1942 | 18/02/2012  | PR     |
|            | Rubén Salazar Gómez                    |              |            | Cardinal-prêtre de San Gerardo Maiella                                                    | Archevêque émérite de Bogota                                                                            | 22/09/1942 | 24/11/2012  | PR     |
|            | Gregorio Rosa Chávez                   |              |            | Cardinal-prêtre du Santissimo Sacramento a Tor de' Schiavi                                | Évêque auxiliaire émérite de San Salvador                                                               | 03/09/1942 | 28/06/2017  | PR     |
|            | Arrigo Miglio                          |              |            | Cardinal-prêtre de San Clemente                                                           | Archevêque émérite de Cagliari                                                                          | 18/07/1942 | 27/08/2022  | PR     |
|            | Gianfranco Ghirlanda                   | S.J.         |            | Cardinal-diacre du Santissimo Nome di Gesù                                                | Patron de l'Ordre souverain de Malte                                                                    | 05/07/1942 | 27/08/2022  | D      |
|            | Norberto Rivera Carrera                |              |            | Cardinal-prêtre de San Francesco d'Assisi a Ripa Grande                                   | Archevêque émérite de Mexico                                                                            | 06/06/1942 | 21/02/1998  | PR     |
|            | Ricardo Blázquez Pérez                 |              |            | Cardinal-prêtre de Santa Maria in Vallicella                                              | Archevêque émérite de Valladolid                                                                        | 13/04/1942 | 14/02/2015  | PR     |
|            | Gualtiero Bassetti                     |              |            | Cardinal-prêtre de Santa Cecilia                                                          | Archevêque émérite de Pérouse                                                                           | 07/04/1942 | 22/02/2014  | PR     |
|            | Jorge Jiménez Carvajal                 | C.I.M.       |            | Cardinal-prêtre de Santa Dorotea                                                          | Archevêque émérite de Carthagène des Indes                                                              | 29/03/1942 | 27/08/2022  | PR     |
|            | Fortunato Frezza                       |              |            | Cardinal-diacre de Santa Maria in Via Lata                                                | Sous-secrétaire émérite du Synode des évêques                                                           | 06/02/1942 | 27/08/2022  | D      |
|            | Ricardo Ezzati Andrello                | S.D.B.       |            | Cardinal-prêtre du Santissimo Redentore a Val Melaina                                     | Archevêque émérite de Santiago du Chili                                                                 | 07/01/1942 | 22/02/2014  | PR     |
|            | Angelo Scola                           |              |            | Cardinal-prêtre des Santi XII Apostoli                                                    | Archevêque émérite de Milan                                                                             | 07/11/1941 | 21/10/2003  | PR     |
|            | Beniamino Stella                       |              |            | Cardinal-évêque de Porto-Santa Rufina                                                     | Préfet émérite de la Congrégation pour le clergé                                                        | 18/08/1941 | 22/02/2014  | EVE    |
|            | Maurice Piat                           | C.S.Sp.      |            | Cardinal-prêtre de Santa Teresa al Corso d'Italia                                         | Évêque émérite de Port-Louis                                                                            | 19/07/1941 | 19/11/2016  | PR     |
|            | Wilfrid Fox Napier                     | O.F.M.       |            | Cardinal-prêtre de San Francesco d'Assisi ad Acillia                                      | Archevêque émérite de Durban                                                                            | 08/03/1941 | 21/02/2001  | PR     |
|            | Gabriel Zubeir Wako                    |              |            | Cardinal-prêtre de Sant'Atanasio a via Tiburtina                                          | Archevêque émérite de Khartoum                                                                          | 27/02/1941 | 21/10/2003  | PR     |
|            | Donald William Wuerl                   |              |            | Cardinal-prêtre de San Pietro in Vincoli                                                  | Archevêque émérite de Washington                                                                        | 12/11/1940 | 20/11/2010  | PR     |
|            | Silvano Tomasi                         | C.S.         |            | Cardinal-diacre de San Nicola in Carcere                                                  | Nonce apostolique émérite                                                                               | 12/10/1940 | 28/11/2020  | D      |
|            | Lorenzo Baldisseri                     |              |            | Cardinal-prêtre pro hac vice de Sant'Anselmo all'Aventino                                 | Secrétaire général émérite du Synode des évêques                                                        | 29/09/1940 | 22/02/2014  | PR     |
|            | Agostino Marchetto                     |              |            | Cardinal-diacre de Santa Maria Goretti                                                    | Secrétaire émérite du conseil pontifical pour la pastorale des migrants et des personnes en déplacement | 28/08/1940 | 30/09/2023  | D      |
|            | Enrico Feroci                          |              |            | Cardinal-diacre de Santa Maria del Divino Amore a Castel di Leva                          | Prêtre de Santa Maria del Divino Amore a Castel di Leva                                                 | 27/08/1940 | 28/11/2020  | D      |
|            | Felipe Arizmendi Esquivel              |              |            | Cardinal-prêtre de San Luigi Grignion de Montfort                                         | Évêque émérite de San Cristóbal de Las Casas                                                            | 01/05/1940 | 28/11/2020  | PR     |
|            | Agostino Vallini                       |              |            | Cardinal-prêtre pro hac vice de San Pier Damiani ai Monti di San Paolo                    | Vicaire émérite de Rome                                                                                 | 17/04/1940 | 24/03/2006  | PR     |
|            | Bechara Boutros Rahi                   | O.M.M.       |            | Cardinal-évêque                                                                           | Patriarche maronite d'Antioche et de tout l'Orient                                                      | 25/02/1940 | 24/11/2012  | EVP    |
|            | Edoardo Menichelli                     |              |            | Cardinal-prêtre de Sacri Cuori di Gesù e Maria a Tor Fiorenza                             | Archevêque émérite d'Ancône-Osimo                                                                       | 14/10/1939 | 14/02/2015  | PR     |
|            | Sean Baptist Brady                     |              |            | Cardinal-prêtre des Santi Quirico e Giulitta                                              | Archevêque émérite d'Armagh                                                                             | 16/08/1939 | 24/11/2007  | PR     |
|            | John Tong Hon                          |              |            | Cardinal-prêtre de la Regina Apostolorum                                                  | Évêque émérite de Hong Kong                                                                             | 31/07/1939 | 18/02/2012  | PR     |
|            | Diego Padrón Sánchez                   |              |            | Cardinal-prêtre de la San Gaetano                                                         | Archevêque émérite de Cumaná                                                                            | 17/05/1939 | 30/09/2023  | PR     |
|            | Stanisław Dziwisz                      |              |            | Cardinal-prêtre de Santa Maria del Popolo                                                 | Archevêque émérite de Cracovie                                                                          | 27/04/1939 | 24/03/2006  | PR     |
|            | Edwin O'Brien                          |              |            | Cardinal-prêtre pro hac vice de San Sebastiano al Palatino                                | Grand-maître émérite de l'ordre équestre du Saint-Sépulcre                                              | 08/04/1939 | 18/02/2012  | PR     |
|            | Orlando Quevedo                        | O.M.I.       |            | Cardinal-prêtre de Santa Maria "Regina Mundi" a Torre Spaccata                            | Archevêque émérite de Cotabato                                                                          | 11/03/1939 | 22/02/2014  | PR     |
|            | Alberto Suárez Inda                    |              |            | Cardinal-prêtre de San Policarpo                                                          | Archevêque émérite de Morelia                                                                           | 30/01/1939 | 14/02/2015  | PR     |
|            | Sigitas Tamkevičius                    | S.J.         |            | Cardinal-prêtre de Sant'Angela Merici                                                     | Archevêque émérite de Kaunas                                                                            | 07/11/1938 | 05/10/2019  | PR     |
|            | Aquilino Bocos Merino                  | C.M.F.       |            | Cardinal-diacre de Santa Lucia del Gonfalone                                              | Supérieur général émérite des clarétains                                                                | 17/05/1938 | 28/06/2018  | D      |
|            | Pierre Nguyên Van Nhon                 |              |            | Cardinal-prêtre de San Tommaso Apostolo                                                   | Archevêque émérite d'Hanoï                                                                              | 01/04/1938 | 14/02/2015  | PR     |
|            | Manuel Monteiro de Castro              |              |            | Cardinal-prêtre pro hac vice de San Domenico di Guzman                                    | Pénitencier majeur émérite                                                                              | 29/03/1938 | 18/02/2012  | PR     |
|            | Francesco Coccopalmerio                |              |            | Cardinal-prêtre pro hac vice de San Giuseppe dei Falegnami                                | Président émérite du Conseil pontifical pour les textes législatifs                                     | 06/03/1938 | 18/02/2012  | PR     |
|            | Paolo Romeo                            |              |            | Cardinal-prêtre pro hac vice de Santa Maria Odigitria dei Siciliani                       | Archevêque émérite de Palerme                                                                           | 20/02/1938 | 20/11/2010  | PR     |
|            | Antonio Maria Vegliò                   |              |            | Cardinal-prêtre pro hac vice de San Cesareo in Palatio                                    | Président émérite du Conseil pontifical pour la pastorale des migrants                                  | 03/02/1938 | 18/02/2012  | PR     |
|            | Michael Louis Fitzgerald               | M. Afr.      |            | Cardinal-diacre de Santa Maria in Portico                                                 | Nonce apostolique émérite                                                                               | 17/08/1937 | 05/10/2019  | D      |
|            | Lluís Martinez Sistach                 |              |            | Cardinal-prêtre de San Sebastiano alle Catacombe                                          | Archevêque émérite de Barcelone                                                                         | 29/04/1937 | 24/11/2007  | PR     |
|            | Toribio Ticona Porco                   |              |            | Cardinal-prêtre des Santi Gioacchino e Anna al Tuscolano                                  | Prélat territorial émérite de Corocoro                                                                  | 25/04/1937 | 28/06/2018  | PR     |
|            | Raymundo Damasceno Assis               |              |            | Cardinal-prêtre de l'Immacolata al Tiburtino                                              | Archevêque émérite d'Aparecida                                                                          | 15/02/1937 | 20/11/2010  | PR     |
|            | Audrys Juozas Bačkis                   |              |            | Cardinal-prêtre de la Nativita di Nostro Signor Gesù Cristo in Via Gallia                 | Archevêque émérite de Vilnius                                                                           | 01/02/1937 | 21/02/2001  | PR     |
|            | Théodore-Adrien Sarr                   |              |            | Cardinal-prêtre de Santa Lucia a Piazza d'Armi                                            | Archevêque émérite de Dakar                                                                             | 28/11/1936 | 24/11/2007  | PR     |
|            | Ennio Antonelli                        |              |            | Cardinal-prêtre de Sant'Andrea delle Fratte                                               | Président émérite du Conseil pontifical pour la famille                                                 | 18/11/1936 | 21/10/2003  | PR     |
|            | Nicolás de Jesús López Rodríguez       |              |            | Cardinal-prêtre de San Pio X alla Balduina                                                | Archevêque émérite de Saint-Domingue                                                                    | 31/10/1936 | 28/06/1991  | PR     |
|            | Antonio María Rouco Varela             |              |            | Cardinal-prêtre de San Lorenzo in Damaso                                                  | Archevêque émérite de Madrid                                                                            | 24/08/1936 | 21/02/1998  | PR     |
|            | Anthony Olubunmi Okogie                |              |            | Cardinal-prêtre de la Beata Vergine Maria del Monte Carmelo a Mostacciano                 | Archevêque émérite de Lagos                                                                             | 16/06/1936 | 21/10/2003  | PR     |
|            | Roger Michael Mahony                   |              |            | Cardinal-prêtre des Santi Quattro Coronati                                                | Archevêque émérite de Los Angeles                                                                       | 27/02/1936 | 28/06/1991  | PR     |
|            | Santos Abril y Castelló                |              |            | Cardinal-prêtre pro hac vice de San Ponziano                                              | Archiprêtre émérite de la basilique Sainte-Marie-Majeure                                                | 21/09/1935 | 18/02/2012  | PR     |
|            | Justin Francis Rigali                  |              |            | Cardinal-prêtre de Santa Prisca                                                           | Archevêque émérite de Philadelphie                                                                      | 19/04/1935 | 21/10/2003  | PR     |
|            | Giovanni Lajolo                        |              |            | Cardinal-prêtre pro hac vice de Santa Maria Liberatrice a Monte Testaccio                 | Président émérite du Gouvernorat de l'État de la Cité du Vatican                                        | 03/01/1935 | 24/11/2007  | PR     |
|            | Julius Riyadi Darmaatmadja             | S.J.         |            | Cardinal-prêtre du Sacro Cuore di Maria                                                   | Archevêque émérite de Jakarta                                                                           | 20/12/1934 | 26/11/1994  | PR     |
|            | Tarcisio Bertone                       | S.D.B.       |            | Cardinal-évêque de Frascati                                                               | Secrétaire d'État émérite                                                                               | 02/12/1934 | 21/10/2003  | EVE    |
|            | Luis Héctor Villalba                   |              |            | Cardinal-prêtre de San Girolamo a Corviale                                                | Archevêque émérite de Tucumán                                                                           | 11/10/1934 | 14/02/2015  | PR     |
|            | Franc Rodé                             | C.M.         |            | Cardinal-prêtre pro hac vice de San Francesco Saverio alla Garbatella                     | Préfet émérite de la Congrégation pour les instituts de vie consacrée                                   | 23/09/1934 | 24/03/2006  | PR     |
|            | Raniero Cantalamessa                   | O.F.M. Cap.  |            | Cardinal-diacre de Sant'Apollinare alle Terme Neroniane-Alessandrine                      | Prédicateur émérite de la Maison pontificale                                                            | 22/07/1934 | 28/11/2020  | D      |
|            | Francesco Monterisi                    |              |            | Cardinal-prêtre de San Paolo alla Regola                                                  | Archiprêtre émérite de la basilique Saint-Paul-hors-les-Murs                                            | 28/05/1934 | 20/11/2010  | PR     |
|            | Jean-Baptiste Pham Minh Mân            |              |            | Cardinal-prêtre de San Giustino                                                           | Archevêque émérite de Hô-Chi-Minh-Ville                                                                 | 05/03/1934 | 21/10/2003  | PR     |
|            | Giovanni Battista Re                   |              |            | Cardinal-évêque de Sabina-Poggio Mirteto Cardinal-évêque d’Ostie                          | Préfet émérite de la Congrégation pour les évêques Doyen du Collège des cardinaux                       | 30/01/1934 | 21/02/2001  | EVE 1  |
|            | Raffaele Farina                        | S.D.B.       |            | Cardinal-prêtre pro hac vice de San Giovanni della Pigna                                  | Archiviste et bibliothécaire émérite du Vatican                                                         | 24/09/1933 | 24/11/2007  | PR     |
|            | Francisco Javier Errázuriz Ossa        | I. Sch.      |            | Cardinal-prêtre de Santa Maria della Pace                                                 | Archevêque émérite de Santiago du Chili                                                                 | 05/09/1933 | 21/02/2001  | PR     |
|            | Juan Sandoval Íñiguez                  |              |            | Cardinal-prêtre de Nostra Signora di Guadalupe e San Filippo Martire in Via Aurelia       | Archevêque émérite de Guadalajara                                                                       | 28/03/1933 | 26/11/1994  | PR     |
|            | Walter Kasper                          |              |            | Cardinal-prêtre de l'Ognissanti in Via Appia Nuova                                        | Président émérite du Conseil pontifical pour la promotion de l'unité des chrétiens                      | 05/03/1933 | 21/02/2001  | PR     |
|            | Francis Arinze                         |              |            | Cardinal-évêque de Velletri-Segni                                                         | Préfet émérite de la Congrégation pour le culte divin et la discipline des sacrements                   | 01/11/1932 | 25/05/1985  | EVE    |
|            | Gaudencio Rosales                      |              |            | Cardinal-prêtre du Santissimo Nome di Maria a Via Latina                                  | Archevêque émérite de Manille                                                                           | 10/08/1932 | 24/03/2006  | PR     |
|            | James Francis Stafford                 |              |            | Cardinal-prêtre de San Pietro in Montorio                                                 | Pénitencier majeur émérite                                                                              | 26/07/1932 | 21/02/1998  | PR     |
|            | Joseph Zen Ze-Kiun                     | S.D.B.       |            | Cardinal-prêtre de Santa Maria Madre del Redentore a Tor Bella Monaca                     | Évêque émérite de Hong Kong                                                                             | 13/01/1932 | 24/03/2006  | PR     |
|            | José Saraiva Martins                   | C.M.F.       |            | Cardinal-évêque de Palestrina                                                             | Président émérite de la Congrégation pour les causes des saints                                         | 06/01/1932 | 21/02/2001  | EVE    |
|            | Lucian Mureșan                         |              |            | Cardinal-prêtre de Sant'Atanasio                                                          | Archevêque majeur de Făgăraş et Alba Julia                                                              | 23/05/1931 | 18/02/2012  | PR     |
|            | Camillo Ruini                          |              |            | Cardinal-prêtre de Sant'Agnese fuori le mura                                              | Vicaire émérite de Rome                                                                                 | 19/02/1931 | 28/06/1991  | PR     |
|            | Janis Pujats                           |              |            | Cardinal-prêtre de Santa Silvia                                                           | Archevêque émérite de Riga                                                                              | 14/11/1930 | 21/02/1998  | PR     |
|            | Salvatore De Giorgi                    |              |            | Cardinal-prêtre de Santa Maria in Aracœli                                                 | Archevêque émérite de Palerme                                                                           | 06/09/1930 | 21/02/1998  | PR     |
|            | Paul Poupard                           |              |            | Cardinal-prêtre de Santa Prassede                                                         | Président émérite du Conseil pontifical pour la culture                                                 | 30/08/1930 | 25/05/1985  | PR     |
|            | Julián Herranz Casado                  |              |            | Cardinal-prêtre pro hac vice de Sant'Eugenio                                              | Président émérite du Conseil pontifical pour les textes législatifs                                     | 31/03/1930 | 21/10/2003  | PR     |
|            | Adam Joseph Maida                      |              |            | Cardinal-prêtre des Santi Vitale, Valeria, Gervasio e Protasio                            | Archevêque émérite de Détroit                                                                           | 18/03/1930 | 26/11/1994  | PR     |
|            | Michael Michai Kitbunchu               |              |            | Cardinal-prêtre de San Lorenzo in Panisperna                                              | Archevêque émérite de Bangkok Protoprêtre                                                               | 25/01/1929 | 02/02/1983  | PR1    |
|            | Walter Brandmüller                     |              |            | Cardinal-prêtre de San Giuliano dei Fiamminghi                                            | Président émérite du Comité pontifical des sciences historiques                                         | 05/01/1929 | 20/11/2010  | PR     |
|            | Ernest Simoni                          |              |            | Cardinal-diacre de Santa Maria della Scala                                                | Prêtre                                                                                                  | 18/10/1928 | 19/11/2016  | D      |
|            | Friedrich Wetter                       |              |            | Cardinal-prêtre de San Stefano al Monte Celio                                             | Archevêque émérite de Munich et Freising                                                                | 20/02/1928 | 25/05/1985  | PR     |
|            | Júlio Duarte Langa                     |              |            | Cardinal-prêtre de San Gabriele dell'Addolorata                                           | Évêque émérite de Xai-Xai                                                                               | 27/10/1927 | 14/02/2015  | PR     |
|            | Emmanuel Wamala                        |              |            | Cardinal-prêtre de Sant'Ugo                                                               | Archevêque émérite de Kampala                                                                           | 15/12/1926 | 26/11/1994  | PR     |
|            | Angelo Acerbi                          |              |            | Cardinal-diacre de Santi Angeli Custodi a Città Giardino                                  | Prélat émérite de l'Ordre de Malte                                                                      | 23/09/1925 | 07/12/2024  | D      |

## Répartition des cardinaux

### Par origine géographique
| États et continents                   | Électeurs | Non votants | Total |
| ------------------------------------- | --------- | ----------- | ----- |
| Côte d'Ivoire                         | 2         | 0           | 2     |
| Nigeria                               | 1         | 3           | 4     |
| Afrique du Sud                        | 1         | 1           | 2     |
| Tanzanie                              | 1         | 1           | 2     |
| Algérie                               | 1         | 0           | 1     |
| Cap-Vert                              | 1         | 0           | 1     |
| République centrafricaine             | 1         | 0           | 1     |
| République démocratique du Congo      | 1         | 0           | 1     |
| Éthiopie                              | 1         | 0           | 1     |
| Ghana                                 | 1         | 0           | 1     |
| Kenya                                 | 1         | 0           | 1     |
| Madagascar                            | 1         | 0           | 1     |
| Maroc                                 | 1         | 0           | 1     |
| Rwanda                                | 1         | 0           | 1     |
| Soudan du Sud                         | 1         | 0           | 1     |
| Burkina Faso                          | 1         | 0           | 1     |
| Guinée                                | 0         | 1           | 1     |
| Mali                                  | 0         | 1           | 1     |
| Maurice                               | 0         | 1           | 1     |
| Mozambique                            | 0         | 1           | 1     |
| Ouganda                               | 0         | 1           | 1     |
| Sénégal                               | 0         | 1           | 1     |
| Soudan                                | 0         | 1           | 1     |
| Afrique                               | 17        | 12          | 29    |
| États-Unis                            | 9         | 7           | 16    |
| Canada                                | 4         | 1           | 5     |
| Mexique                               | 2         | 4           | 6     |
| Amérique du Nord                      | 15        | 12          | 27    |
| Brésil                                | 7         | 1           | 8     |
| Argentine                             | 4         | 2           | 6     |
| Chili                                 | 1         | 3           | 4     |
| Colombie                              | 1         | 2           | 3     |
| Pérou                                 | 1         | 2           | 3     |
| Cuba                                  | 1         | 0           | 1     |
| Équateur                              | 1         | 0           | 1     |
| Guatemala                             | 1         | 0           | 1     |
| Haïti                                 | 1         | 0           | 1     |
| Nicaragua                             | 1         | 0           | 1     |
| Paraguay                              | 1         | 0           | 1     |
| Uruguay                               | 1         | 0           | 1     |
| Venezuela                             | 0         | 2           | 2     |
| Bolivie                               | 0         | 1           | 1     |
| République dominicaine                | 0         | 1           | 1     |
| Honduras                              | 0         | 1           | 1     |
| Panama                                | 0         | 1           | 1     |
| Salvador                              | 0         | 1           | 1     |
| Amérique du Sud, centrale et Caraïbes | 21        | 17          | 38    |
| Inde                                  | 4         | 2           | 6     |
| Philippines                           | 3         | 2           | 5     |
| Japon                                 | 2         | 0           | 2     |
| Chine                                 | 1         | 2           | 3     |
| Corée du Sud                          | 1         | 1           | 2     |
| Indonésie                             | 1         | 1           | 2     |
| Thaïlande                             | 1         | 1           | 2     |
| Birmanie                              | 1         | 0           | 1     |
| Irak                                  | 1         | 0           | 1     |
| Iran                                  | 1         | 0           | 1     |
| Jérusalem                             | 1         | 0           | 1     |
| Malaisie                              | 1         | 0           | 1     |
| Mongolie                              | 1         | 0           | 1     |
| Singapour                             | 1         | 0           | 1     |
| Sri Lanka                             | 1         | 0           | 1     |
| Timor oriental                        | 1         | 0           | 1     |
| Vietnam                               | 0         | 2           | 2     |
| Bangladesh                            | 0         | 1           | 1     |
| Laos                                  | 0         | 1           | 1     |
| Liban                                 | 0         | 1           | 1     |
| Pakistan                              | 0         | 1           | 1     |
| Asie                                  | 22        | 15          | 37    |
| Italie                                | 17        | 34          | 51    |
| France                                | 5         | 2           | 7     |
| Espagne                               | 4         | 9           | 13    |
| Portugal                              | 4         | 2           | 6     |
| Pologne                               | 3         | 2           | 5     |
| Allemagne                             | 3         | 3           | 6     |
| Royaume-Uni                           | 3         | 1           | 4     |
| Suisse                                | 2         | 0           | 2     |
| Lituanie                              | 1         | 2           | 3     |
| Belgique                              | 1         | 0           | 1     |
| Bosnie-Herzégovine                    | 1         | 0           | 1     |
| Croatie                               | 1         | 0           | 1     |
| Hongrie                               | 1         | 0           | 1     |
| Luxembourg                            | 1         | 0           | 1     |
| Malte                                 | 1         | 0           | 1     |
| Pays-Bas                              | 1         | 0           | 1     |
| Serbie                                | 1         | 0           | 1     |
| Suède                                 | 1         | 0           | 1     |
| Albanie                               | 0         | 1           | 1     |
| Autriche                              | 0         | 1           | 1     |
| Irlande                               | 0         | 1           | 1     |
| Lettonie                              | 0         | 1           | 1     |
| Roumanie                              | 0         | 1           | 1     |
| Slovénie                              | 0         | 1           | 1     |
| Tchéquie                              | 0         | 1           | 1     |
| Europe                                | 51        | 62          | 113   |
| Australie                             | 1         | 0           | 1     |
| Nouvelle-Zélande                      | 1         | 0           | 1     |
| Papouasie-Nouvelle-Guinée             | 1         | 0           | 1     |
| Tonga                                 | 1         | 0           | 1     |
| Océanie                               | 4         | 0           | 4     |
| TOTAL                                 | 130       | 118         | 248   |

### Par consistoire (depuis 1983)
|                        | Électeurs | Non Votants | Total |
| ---------------------- | --------- | ----------- | ----- |
| Février 1983           | 0         | 1           | 1     |
| Mai 1985               | 0         | 3           | 3     |
| Juin 1991              | 0         | 3           | 3     |
| Novembre 1994          | 1         | 4           | 5     |
| Février 1998           | 0         | 7           | 7     |
| Février 2001           | 0         | 9           | 9     |
| Octobre 2003           | 4         | 9           | 13    |
| Créés par Jean-Paul II | 5         | 36          | 41    |
| Mars 2006              | 1         | 7           | 8     |
| Novembre 2007          | 4         | 10          | 14    |
| Novembre 2010          | 5         | 8           | 13    |
| Février 2012           | 7         | 12          | 19    |
| Novembre 2012          | 3         | 3           | 6     |
| Créés par Benoît XVI   | 20        | 40          | 60    |
| Février 2014           | 10        | 6           | 16    |
| Février 2015           | 10        | 7           | 17    |
| Novembre 2016          | 9         | 5           | 14    |
| Juin 2017              | 2         | 3           | 5     |
| Juin 2018              | 7         | 6           | 13    |
| Octobre 2019           | 9         | 2           | 11    |
| Novembre 2020          | 7         | 5           | 12    |
| Août 2022              | 14        | 5           | 19    |
| Septembre 2023         | 17        | 2           | 19    |
| Décembre 2024          | 20        | 1           | 21    |
| Créés par François     | 105       | 42          | 147   |
| TOTAL                  | 130       | 118         | 248   |

### Par ordre religieux
| Ordre                                | Abr.         | Électeurs | Électeurs | Non votants | Non votants | Total |
| ------------------------------------ | ------------ | --------- | --- | ----------- | --- | ----- |
|                                      |              | Nombre    | Cardinaux | Nombre      | Cardinaux |       |
| Salésiens                            | S.D.B.       | 5         | Daniel Fernando Sturla Berhouet, Cristóbal López Romero, Charles Maung Bo, Virgilio do Carmo da Silva, Ángel Fernández Artime | 5           | Tarcisio Bertone, Raffaele Farina, Joseph Zen Ze-Kiun, Ricardo Ezzati Andrello, Óscar Andrés Rodríguez Maradiaga | 10    |
| Jésuites                             | S.J.         | 4         | Jean-Claude Hollerich, Michael Czerny, Ángel Sixto Rossi, Stephen Chow Sau-yan                                                | 5           | Sigitas Tamkevičius, Julius Riyadi Darmaatmadja, Gianfranco Ghirlanda, Pedro Barreto, Luis Ladaria Ferrer        | 9     |
| Franciscains                         | O.F.M.       | 4         | Leonardo Ulrich Steiner, Pierbattista Pizzaballa, Luis Cabrera Herrera, Jaime Spengler                                        | 1           | Wilfrid Fox Napier                                                                                               | 5     |
| Franciscains conventuels             | O.F.M. Conv. | 3         | Mauro Gambetti, François-Xavier Bustillo, Dominique Mathieu                                                                   | 0           | | 3     |
| Dominicains                          | O.P.         | 2         | Jean-Paul Vesco, Timothy Radcliffe                                                                                            | 2           | Dominik Duka, Christoph Schönborn                                                                                | 4     |
| Lazaristes                           | C.M.         | 2         | Berhaneyesus Demerew Souraphiel, Vicente Bokalic Iglic                                                                        | 1           | Franc Rodé | 3     |
| Rédemptoristes                       | C.Ss.R.      | 2         | Joseph Tobin, Mykola Bychok                                                                                                   | 0           | | 2     |
| Société du Verbe Divin               | S.V.D.       | 2         | Tarcisio Isao Kikuchi, Ladislav Nemet                                                                                         | 0           | | 2     |
| Capucins                             | O.F.M. Cap.  | 1         | Fridolin Ambongo Besungu | 3           | Raniero Cantalamessa, Seán Patrick O'Malley, Celestino Aós Braco                                                 | 4     |
| Scalabriniens                        | C.S.         | 1         | Fabio Baggio | 1           | Silvano Tomasi                                                                                                   | 2     |
| Spiritains                           | C.S.Sp.      | 1         | Dieudonné Nzapalainga | 1           | Maurice Piat | 2     |
| Stigmatins                           | C.S.S.       | 1         | Frank Leo | 0           | | 1     |
| Carmes déchaux                       | O.C.D.       | 1         | Anders Arborelius | 0           | | 1     |
| Cisterciens                          | O. Cist.     | 1         | Orani João Tempesta | 0           | | 1     |
| Institut séculier Pie X              | I.S.P.X      | 1         | Gérald Cyprien Lacroix | 0           | | 1     |
| Missionnaires de la Consolata        | I.M.C.       | 1         | Giorgio Marengo | 0           | | 1     |
| Missionnaires du Sacré-Cœur de Jésus | M.S.C.       | 1         | John Ribat | 0           | | 1     |
| Clarétains                           | C.M.F.       | 0         | | 2           | Aquilino Bocos Merino, José Saraiva Martins                                                                      | 2     |
| Augustins récollets                  | O.A.R.       | 0         | | 1           | José Luis Lacunza Maestrojuán                                                                                    | 1     |
| Congrégation de Sainte-Croix         | C.S.C.       | 0         | | 1           | Patrick D'Rozario                                                                                                | 1     |
| Eudistes                             | C.I.M.       | 0         | | 1           | Jorge Jiménez Carvajal                                                                                           | 1     |
| Institut des Pères de Schoenstatt    | I. Sch.      | 0         | | 1           | Francisco Javier Errázuriz Ossa                                                                                  | 1     |
| Institut Voluntas Dei                | I.V.Dei      | 0         | | 1           | Louis-Marie Ling Mangkhanekhoun                                                                                  | 1     |
| Légionnaires du Christ               | L.C.         | 0         | | 1           | Fernando Vérgez Alzaga                                                                                           | 1     |
| Mariamites                           | O.M.M.       | 0         | | 1           | Bechara Boutros Rahi                                                                                             | 1     |
| Oblats                               | O.M.I.       | 0         | | 1           | Orlando Quevedo                                                                                                  | 1     |
| Pères blancs                         | M. Afr.      | 0         | | 1           | Michael Louis Fitzgerald                                                                                         | 1     |
| Sulpiciens                           | P.S.S.       | 0         | | 1           | Marc Ouellet | 1     |
| TOTAL                                | TOTAL        | 33        | 33 | 31          | 31 | 64    |

## Évolution du Collège cardinalice

### Par origine géographique des cardinaux électeurs
Ce tableau présente :
- le nombre de cardinaux présents lors des derniers conclaves ;
- le nombre de cardinaux actuellement électeurs.

Tous les cardinaux électeurs ont été créés par les trois derniers papes : Jean-Paul II, Benoît XVI et François. Il n'en reste plus qu'un l'ayant été au XXe siècle.
| CONTINENT (ou ÉTAT)                   | 16/10/1978 (élection de Jean-Paul II) | 16/10/1978 (élection de Jean-Paul II) | 19/04/2005 (élection de Benoît XVI) | 19/04/2005 (élection de Benoît XVI) | 13/03/2013 (élection de François) | 13/03/2013 (élection de François) | 08/05/2025 (élection de Léon XIV) | 08/05/2025 (élection de Léon XIV) | 21/07/2025 (dernière modification) |
| ------------------------------------- | ------------------------------------- | ------------------------------------- | ----------------------------------- | ----------------------------------- | --------------------------------- | --------------------------------- | --------------------------------- | --------------------------------- | ---------------------------------- |
|                                       | Nombre                                | Pourcentage                           | Nombre                              | Pourcentage                         | Nombre                            | Pourcentage                       | Nombre                            | Pourcentage                       | Nombre                             |
| Afrique                               | 12                                    | 11 %                                  | 11                                  | 10 %                                | 11                                | 10 %                              | 17                                | 13 %                              | 17                                 |
| Amérique du Nord                      | 13                                    | 12 %                                  | 17                                  | 15 %                                | 17                                | 15 %                              | 16                                | 12 %                              | 15                                 |
| dont États-Unis                       | 9                                     |                                       | 11                                  |                                     | 11                                |                                   | 10                                |                                   | 9                                  |
| Amérique du Sud, centrale et Caraïbes | 18                                    | 16 %                                  | 17                                  | 15 %                                | 16                                | 14 %                              | 21                                | 16 %                              | 21                                 |
| dont Brésil                           | 6                                     |                                       | 4                                   |                                     | 5                                 |                                   | 7                                 |                                   | 7                                  |
| Asie                                  | 9                                     | 8 %                                   | 11                                  | 10 %                                | 10                                | 9 %                               | 23                                | 17 %                              | 22                                 |
| dont Inde                             | 2                                     |                                       | 3                                   |                                     | 5                                 |                                   | 4                                 |                                   | 4                                  |
| Europe                                | 55                                    | 50 %                                  | 58                                  | 50 %                                | 60                                | 52 %                              | 52                                | 39 %                              | 51                                 |
| dont Italie                           | 26                                    | 23 %                                  | 20                                  | 17 %                                | 28                                | 24 %                              | 17                                | 13 %                              | 17                                 |
| dont France                           | 7                                     |                                       | 5                                   |                                     | 4                                 |                                   | 5                                 |                                   | 5                                  |
| dont Espagne                          | 4                                     |                                       | 6                                   |                                     | 5                                 |                                   | 4                                 |                                   | 4                                  |
| Océanie                               | 4                                     | 4 %                                   | 1                                   | 1 %                                 | 1                                 | 1 %                               | 4                                 | 3 %                               | 4                                  |
| TOTAL                                 | 111                                   | 100 %                                 | 115                                 | 100 %                               | 115                               | 100 %                             | 133                               | 100 %                             | 130                                |

### Depuis le1erjanvier 2024
|            |                                                                            | Pays | Électeurs | Non Votants | Total |
| ---------- | -------------------------------------------------------------------------- | ---- | --------- | ----------- | ----- |
| 16/01/2024 | Mort du cardinal Sergio Sebastiani                                         |      | 132       | 107         | 239   |
| 29/01/2024 | 80e anniversaire du cardinal John Onaiyekan                                |      | 131       | 108         | 239   |
| 12/02/2024 | 80e anniversaire du cardinal Pedro Barreto                                 |      | 130       | 109         | 239   |
| 24/02/2024 | 80e anniversaire du cardinal José Luis Lacunza Maestrojuán                 |      | 129       | 110         | 239   |
| 15/03/2024 | Mort du cardinal Paul Josef Cordes                                         |      | 129       | 109         | 238   |
| 08/04/2024 | 80e anniversaire du cardinal Louis-Marie Ling Mangkhanekhoun               |      | 128       | 110         | 238   |
| 15/04/2024 | Mort du cardinal Pedro Rubiano Sáenz                                       |      | 128       | 109         | 237   |
| 19/04/2024 | 80e anniversaire du cardinal Luis Ladaria Ferrer                           |      | 127       | 110         | 237   |
| 30/05/2024 | Mort du cardinal Kelvin Edward Felix                                       |      | 127       | 109         | 236   |
| 08/06/2024 | 80e anniversaire du cardinal Marc Ouellet                                  |      | 126       | 110         | 236   |
| 29/06/2024 | 80e anniversaire du cardinal Seán O'Malley                                 |      | 125       | 111         | 236   |
| 05/08/2024 | 80e anniversaire du cardinal Polycarp Pengo                                |      | 124       | 112         | 236   |
| 15/09/2024 | 80e anniversaire du cardinal Mauro Piacenza                                |      | 123       | 113         | 236   |
| 25/09/2024 | 80e anniversaire du cardinal Jean-Pierre Ricard                            |      | 122       | 114         | 236   |
| 28/09/2024 | Mort du cardinal Alexandre do Nascimento                                   |      | 122       | 113         | 235   |
| 10/10/2024 | 80e anniversaire du cardinal Baltazar Porras Cardozo                       |      | 121       | 114         | 235   |
| 20/10/2024 | Mort du cardinal Eugenio Dal Corso                                         |      | 121       | 113         | 234   |
| 28/10/2024 | Mort du cardinal Renato Martino                                            |      | 121       | 112         | 233   |
| 25/11/2024 | Mort du cardinal Miguel Ángel Ayuso Guixot                                 |      | 120       | 112         | 232   |
| 07/12/2024 | Consistoire : création de 21 cardinaux dont 20 électeurs et 1 non-électeur |      | 140       | 113         | 253   |
| 24/12/2024 | 80e anniversaire du cardinal Oswald Gracias                                |      | 139       | 114         | 253   |
| 31/12/2024 | Mort du cardinal Angelo Amato                                              |      | 139       | 113         | 252   |
| 22/01/2025 | 80e anniversaire du cardinal Christoph Schönborn                           |      | 138       | 114         | 252   |
| 01/03/2025 | 80e anniversaire du cardinal Fernando Vérgez Alzaga                        |      | 137       | 115         | 252   |
| 06/04/2025 | 80e anniversaire du cardinal Celestino Aós Braco                           |      | 136       | 116         | 252   |
| 19/04/2025 | 80e anniversaire du cardinal George Alencherry                             |      | 135       | 117         | 252   |
| 08/05/2025 | Élection papale du cardinal Robert Francis Prevost sous le nom de Léon XIV |      | 134       | 117         | 251   |
| 16/05/2025 | 80e anniversaire du cardinal Carlos Osoro Sierra                           |      | 133       | 118         | 251   |
| 15/06/2025 | 80e anniversaire du cardinal Robert Sarah                                  |      | 132       | 119         | 251   |
| 30/06/2025 | Mort du cardinal Luis Pascual Dri                                          |      | 132       | 118         | 250   |
| 04/07/2025 | 80e anniversaire du cardinal Stanisław Ryłko                               |      | 131       | 119         | 250   |
| 18/07/2025 | Mort du cardinal André Vingt-Trois                                         |      | 131       | 118         | 249   |
| 21/07/2025 | 80e anniversaire du cardinal Joseph Coutts                                 |      | 130       | 119         | 249   |
| 08/08/2025 | Mort du cardinal Estanislao Esteban Karlic                                 |      | 130       | 118         | 248   |